# Mary Anne O'Connor
Mary Anne O'Connor, née le 1er octobre 1953 à Bridgeport, dans le Connecticut, est une ancienne joueuse américaine de basket-ball. Elle évolue au poste d'ailière.

## Club
- 1976-1978 :  Clermont UC
- 1978-1984 :  Stade Français

## Palmarès

### Club
- Championne de France 1977, 1978, 1980, 1983, 1984
- Vice-Championne d'Europe en 1977

### Nationale
- Finaliste des Jeux olympiques 1976
- Vainqueur des Jeux panaméricains de 1975